# BIGHIT MUSIC
BIGHIT MUSIC（韓語：빅히트 뮤직，中文：百赫音樂）是一間韓國經紀娛樂公司。前身為Big Hit娛樂（現HYBE）廠牌事業部門，2005年由韓國知名音樂製作人兼作曲家房時爀於韓國成立，2021年7月1日正式從韓國HYBE的業務分拆，成為HYBE旗下子公司。主要從事藝人經紀、音樂製作等相關業務。目前主要藝人有李賢、防彈少年團、TOMORROW X TOGETHER、CORTIS。

## 歷史
2005－2021年：前身Big Hit娛樂

2021年至今：BIGHIT MUSIC
2021年3月19日，透過YouTube頻道公開名為「NEW BRAND PRESENTATION」的影片，發表公司名稱、任務、組織結構、新公司大樓等企業全面實施的變化。Big Hit表示，為在不受領域界線的情況下進行產業革新，將把公司名稱變更為象徵連結、擴張、關係的「HYBE」，而Big Hit娛樂則以「BIGHIT MUSIC」作為HYBE的label存在並延續。
2021年3月29日，以長時間在一起累積的信任爲基礎，和李賢續約，將來也計劃全力支持李賢，作爲歌手展現自己最大的力量。
2021年4月1日，在HYBE重大事項報告中，HYBE決定透過分割成立新公司，分拆經營的業務中負責藝人的發掘、培養和音樂創作的廠牌事業部門，成立BIGHIT MUSIC。
2021年7月1日，BIGHIT MUSIC正式從HYBE分立，成為HYBE旗下子公司。
2022年12月23日，旗下練習生團體Trainee A的出道計畫終止，並刪除相關SNS。
2023年5月15日，HYBE的新企劃由公司與HYBE IM共同製作，結合音樂與AI音訊技術推出的新藝人MIDNATT，並發行韓語、英語、日語、華語、西班牙語、越南語共6種語言的數位單曲〈Masquerade〉，而MIDNATT的真實身分為公司旗下歌手李賢。
2023年9月20日，HYBE宣布理事會完成BIGHIT MUSIC與旗下藝人防彈少年團七名成員的第二次續約的決議，成員們在服完兵役的2025年後可以繼續維持團體活動。
2024年5月2日，公告將於6月1日至8月31日進行〈2024 BIGHIT MUSIC GLOBAL AUDITION〉，限2006年後出生之男性的報名。
2025年7月14日，BIGHIT MUSIC官方X账号确认了继防彈少年團、TOMORROW X TOGETHER之后，将时隔6年于2025年8月18日推出新人男子团体CORTIS这一消息。

## 歷任CEO
- 申英宰 신영재 (2021-2024年)
- 申善貞 신선정 (2024-)

## 旗下藝人
| - 防彈少年團 - TOMORROW X TOGETHER - CORTIS - 李賢（MIDNATT） - RM - SUGA / Agust D - j-hope - Jin - Jimin - Jung Kook - V - 崔然竣 - 崔杋圭 - 金泰亨 - 崔然竣 | - 房時爀 - Pdogg - Slow Rabbit - Supreme Boi - Wonderkid - Hiss noise - GHSTLOOP - EL CAPITXN - FRANTS - 閔玧其 - 鄭號錫 - 金南俊 - 孫承德 |

## 過去旗下藝人
| SOLO歌手 - K.Will（2006-2007） - 林正姬（2012-2015） - 李昶旻（2010-2014；2015-2018） - 吳志勳 團體 - 2AM（2010-2014） - 8Eight（2007-2014） - GLAM（2012-2015） - Homme（2010-2018） | 音樂製作人 - ADORA（2016-2020） |

## 昔日練習生

### 男練習生
| 團體 - 安炯燮（TEMPEST） - 鄭友榮、姜呂尚（ATEEZ） - 鄭因成（KNK） - 金相均（JBJ95） - 金顯燁（T.A.N） - 李俊相（PLT） - 咸元進（CRAVITY） - 李羲承、朴綜星、朴成訓、梁禎元、沈載倫（ENHYPEN） - EUNHO、STEVE（YOUNITE） - EJ（&TEAM） - SING（XODIAC） - Yorch（POW、前Trainee A） - JIHOON（TWS、前Trainee A） - 張振赫（NOWZ） - Justin（原艺名Jayjay，SMTR25，前Trainee A） - 葉志廷（藝名Alex，ARKis） - LEO、SANGWON（LEO & SANGWON、前Trainee A） - 趙旴燦（ALLDAY PROJECT，前練習生團體Trainee A） 演員、歌手 - 朴含（演員，前KNK） | 其他 - 金民錫（前ONF） - Iron (已故) - 陳驍相（前XENO-T） - 李秀雄（前少年共和國） - 朴泰勛（選秀節目《G-EGG》） - MINHYUNG（選秀節目《&AUDITION》） |

### 女練習生
| 團體 - 信飛（GFRIEND、VIVIZ） - 海允、彩麟（Cherry Bullet） | 其他 - 金主美（前Ladies' Code） - 趙笑珍（前Nine Muses） - 丞泫（前RANIA） - YONA（陳羽潔）（選秀節目《最優的我們》、《Universe Ticket》） |

## 全球招募
| 2024 BIGHIT MUSIC GLOBAL AUDITION | 2024 BIGHIT MUSIC GLOBAL AUDITION | 2024 BIGHIT MUSIC GLOBAL AUDITION |
| 地區                              | 日期                              | 備註                              |
| --------------------------------- | --------------------------------- | --------------------------------- |
| 美国夏威夷                        | 2024年6月1日                      | [ 28 ]                            |
| 美国洛杉磯                        | 2024年6月8日                      | [ 28 ]                            |
| 美国橘郡                          | 2024年6月9日                      | [ 28 ]                            |
| 美国溫哥華                        | 2024年6月15日                     | [ 28 ]                            |
| 美国多倫多                        | 2024年6月16日                     | [ 28 ]                            |
| 雪梨                              | 2024年6月22日                     | [ 28 ]                            |
| 墨爾本                            | 2024年6月23日                     | [ 28 ]                            |
| 奧克蘭                            | 2024年6月29日                     | [ 28 ]                            |
| 泰國曼谷                          | 2024年7月6日                      | [ 28 ]                            |
| 越南胡志明                        | 2024年7月13日                     | [ 28 ]                            |
| 越南河內                          | 2024年7月14日                     | [ 28 ]                            |
| 新加坡                            | 2024年7月20日                     | [ 28 ]                            |
| 印度尼西亞雅加達                  | 2024年7月27日                     | [ 28 ]                            |
| 臺灣臺北                          | 2024年8月18日                     | [ 28 ]                            |
| 日本東京                          | 2024年8月24日                     | [ 28 ]                            |
| 日本大阪                          | 2024年8月25日                     | [ 28 ]                            |
| 首爾                              | 2024年8月31日                     | [ 28 ]                            |